# Ponte Orca

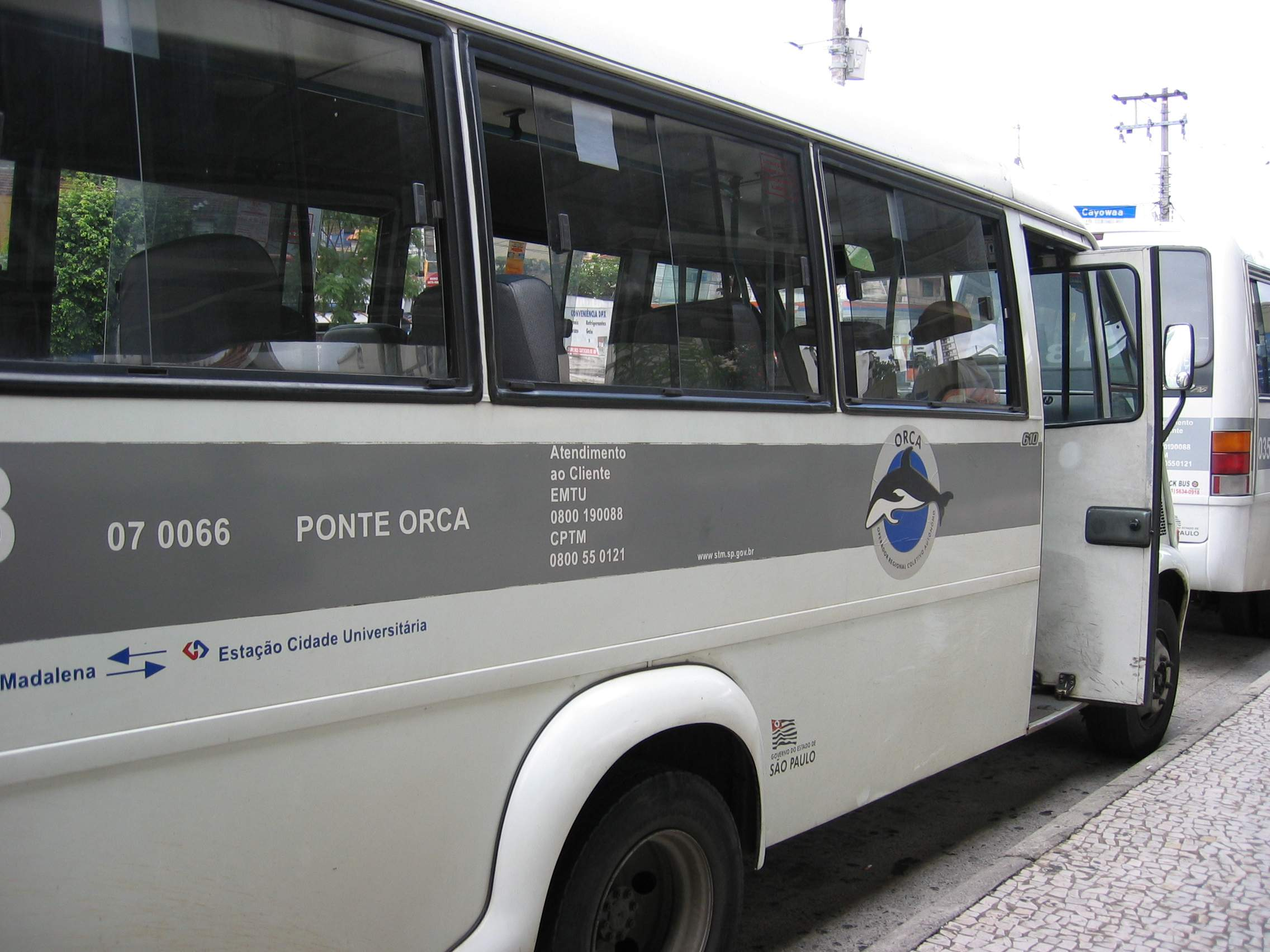
Ponte Orca

Ponte Orca foi um serviço complementar do Metrô de São Paulo, gerenciado pela Empresa Metropolitana de Transportes Urbanos de São Paulo, permitindo a integração gratuita entre o Metrô e o Trem Metropolitano de São Paulo.

## História
O serviço da Ponte Orca (Operador Regional Coletivo Autônomo) teve seu início em 28 de agosto de 2000, com a ligação entre as estações Vila Madalena (da Linha 2–Verde do Metrô), e Cidade Universitária (da Linha 9–Esmeralda da CPTM). Em 27 de novembro do mesmo ano entrou em operação a ligação entre as estações Vila Madalena e Barra Funda, que acabaria extinta em 9 de outubro de 2009.
Em 7 de fevereiro de 2008 entrou em funcionamento mais um serviço de Ponte Orca, entre as estações Alto do Ipiranga (Linha 2–Verde) e Tamanduateí (da Linha 10–Turquesa). Inicialmente o serviço funcionava das 6h às 9h30 e das 16h30 às 20h, mas, com o fim da linha Barra Funda–Vila Madalena, o horário foi ampliado para das 6h às 20h a partir de 13 de outubro de 2009. Em 1 de fevereiro de 2010, a Ponte Orca da estação Alto do Ipiranga foi transferida para a então recém-inaugurada Estação Sacomã, também da Linha 2–Verde do Metrô, continuando a realizar a conexão com a Estação Tamanduateí. Quando a nova Estação Tamanduateí foi inaugurada, em setembro de 2010, a estação homônima antiga foi desativada, e a estação nova passou a receber o serviço, embora apenas nos horários em que a parte da estação destinada ao Metrô, inicialmente em operação assistida, estivesse fechada.
O fim da Ponte Orca entre Sacomã e Tamanduateí ocorreu com a expansão do horário de funcionamento do Metrô na Estação Tamanduateí para entre 4h40 e 21h, a partir de 19 de março de 2011. Com a ampliação de horário e integração da Linha 4–Amarela com a Linha 9–Esmeralda na Estação Pinheiros, o horário de funcionamento da Ponte Orca foi reduzido para entre 21h e 22h30 a partir de 11 de julho de 2011, e em 9 de setembro a Ponte Orca encerrou suas operações, com o fim da integração entre as estações Vila Madalena e Cidade Universitária.

## Ponte Orca Zoo
O serviço Ponte Orca Zoo da EMTU (Empresa Metropolitana de Transportes Urbanos de São Paulo) é uma operação de micro-ônibus com pintura temática e capacidade para transportar vinte passageiros por viagem. A linha faz a viagem em sete minutos, partindo da Estação Jabaquara (Linha 1–Azul do Metrô) até o Parque Zoológico de São Paulo.